# Enrico di Württemberg
Enrico di Württemberg (Stoccarda, 7 settembre 1448 – Castello di Hohenurach, 15 aprile 1519) fu, dal 1473 al 1482, conte di Montbéliard.

## Biografia
Enrico era il secondo figlio maschio del conte Ulrico V di Württemberg-Stoccarda (1413 – 1480) e della seconda moglie Elisabetta di Baviera-Landshut (1419 - 1451). In quanto figlio cadetto Enrico venne avviato alla carriera ecclesiastica e nel 1464 egli divenne prevosto ad Eichstätt, con l'intenzione che egli avrebbe un giorno preso il posto di Adolfo II di Nassau come arcivescovo di Magonza.
A questo fine egli venne nominato vescovo coadiutore di Adolfo nel 1465; questo progetto era stato architettato dal potente elettore Alberto III Achille di Brandeburgo, che aveva dato in sposa la figlia Elisabetta al fratello di Enrico, Eberardo VI di Württemberg. Questo avrebbe permesso di legare saldamente l'Elettorato arcivescovile di Magonza al Margraviato di Brandeburgo e conseguentemente al partito filo-imperiale, capitanato appunto da Alberto Achille e a cui apparteneva anche il padre di Enrico, Ulrico V. L'arcivescovo di Magonza era uno dei sette elettori e per tale motivo aveva una considerevole influenza nel Sacro Romano Impero. Il progetto, in particolare, era diretto contro la famiglia Wittelsbach, nella figura dell'elettore palatino Federico I, che aveva umiliato Ulrico V nella battaglia di Seckenheim del 1462. L'arcivescovo di Magonza, però, non si trovò d'accordo con la parte che gli venne assegnata e si rifiutò di partecipare al piano.
Questa situazione condusse a quella che venne definita la "faida del coadiutore" del 1465 - 1467. Nel 1466 il conte Giovanni di Wertheim dichiarò aperta una faida contro Enrico, che continuò ad inasprirsi nel corso del tempo portando ad un conflitto armato tra i grandi principi dell'impero e quasi ad una guerra civile. In ultima istanza l'Elettore Palatino vinse il conflitto grazie alla propria azione diplomatica ed Enrico, assieme a tutti gli altri membri del Casato di Württemberg, rimase a bocca asciutta. Enrico venne in seguito compensato ricevendo il distretto di Bischofsheim, che infine restituì all'Elettorato di Magonza nel 1470.
Il trattato di Urach del 1473 mise nelle mani di Enrico la contea di Montbéliard e gli altri possedimenti di famiglia posti sulla riva sinistra del Reno. Nel corso di una disputa tra il duca Carlo il Temerario di Borgogna e l'imperatore Federico III, nel 1474, Enrico venne preso prigioniero da Carlo; la prigionia continuò fino al 1477 durante la quale Enrico fu trattato molto duramente e venne messa in scena anche una finta esecuzione.
Alla morte del padre, avvenuta nel 1480, Enrico reclamò la propria parte di eredità ed in particolare avanzò delle pretese sul Württemberg-Stoccarda; egli non riuscì nei propri intenti e il trattato di Reichenweier del 1482 lo obbligò a cedere Montbéliard al fratello Eberardo VI.
Nel 1490, suo cugino Eberardo I mise Enrico in stato di arresto, accusandolo di essere malato mentalmente. Nel 1492 l'imperatore Federico III nominò Eberardo I tutore legale di Enrico, tanto che, fino alla sua morte, Enrico e la moglie Eva di Salm vennero tenuti prigionieri nel castello di Hohenurach, sebbene fossero loro concesse sporadiche visite a Stoccarda.

## Importanza
Nel 1999 lo storico Klaus Graf tentò di riabilitare la figura di Enrico, che la storiografia del Württemberg aveva stigmatizzato come pazzo. Egli, in particolare, evidenziò gli interessi intellettuali di Enrico, che poté desumere dalle sue collezioni di stampe e manoscritti.
Nel 2004, Felix Heinzer descrisse Enrico ed Eberardo I entrambi come amanti dei libri, basandosi su una recente scoperta di un libro di proprietà di Enrico.

## Matrimonio e discendenza
Nel 1485 Enrico sposò la contessa Elisabetta di Zweibrücken-Bitsch, che morì due anni più tardi, il 17 febbraio 1487, pochi giorni dopo aver dato alla luce il figlio Eitel Enrico (nato l'8 febbraio 1487). In occasione del sacramento della Confermazione, nel 1493, il nome di Eitel Enrico venne cambiato in Ulrico, con il quale in seguito regnò come terzo Duca del Württemberg riunito.
Enrico si sposò nuovamente il 21 luglio 1488 con la contessa Eva di Salm, dalla quale ebbe due figli:
- Maria (1496 - 1541), che sposò il duca Enrico V di Brunswick-Lüneburg;
- Giorgio I di Württemberg-Mömpelgard (1498 – 1558).

Enrico è quindi il fondatore della linea maggiore di Württemberg-Mömpelgard.

## Ascendenza
|                                |                              |                                            | Genitori                                    |  |  | Nonni |  |  | Bisnonni                    |  |  | Trisnonni             |  |
|                                |                              |                                            |                                             |  |  |       |  |  | Eberardo III di Württemberg |  |  | Ulrico di Württemburg |  |
|                                |                              |                                            |                                             |  |  |       |  |  | Eberardo III di Württemberg |  |  | Ulrico di Württemburg |  |
|                                |                              | Elisabetta di Baviera                      |                                             |  |  |       |  |  | Eberardo III di Württemberg |  |  |                       |  |
| Eberardo IV di Württemberg     |                              |                                            |                                             |  |  |       |  |  | Eberardo III di Württemberg |  |  |                       |  |
|                                |                              | Antonia Visconti                           | Bernabò Visconti                            |  |  |       |  |  |                             |  |  |                       |  |
|                                |                              | Antonia Visconti                           | Bernabò Visconti                            |  |  |       |  |  |                             |  |  |                       |  |
|                                |                              | Antonia Visconti                           | Regina della Scala                          |  |  |       |  |  |                             |  |  |                       |  |
| Ulrico V di Württemberg        |                              | Antonia Visconti                           |                                             |  |  |       |  |  |                             |  |  |                       |  |
|                                |                              | Enrico di Orbe                             | Stefano di Montfaucon                       |  |  |       |  |  |                             |  |  |                       |  |
|                                |                              | Enrico di Orbe                             | Stefano di Montfaucon                       |  |  |       |  |  |                             |  |  |                       |  |
|                                |                              | Enrico di Orbe                             | Margherita di Chalon-Arlay                  |  |  |       |  |  |                             |  |  |                       |  |
| Enrichetta di Mömpelgard       |                              | Enrico di Orbe                             |                                             |  |  |       |  |  |                             |  |  |                       |  |
|                                |                              | Marie de Chatillon, viscontessa di Blaigny | Gaucher X de Chatillon, visconte di Blaigny |  |  |       |  |  |                             |  |  |                       |  |
|                                |                              | Marie de Chatillon, viscontessa di Blaigny | Gaucher X de Chatillon, visconte di Blaigny |  |  |       |  |  |                             |  |  |                       |  |
|                                |                              | Marie de Chatillon, viscontessa di Blaigny | Jeanne de Coucy                             |  |  |       |  |  |                             |  |  |                       |  |
| Enrico di Württemberg          |                              | Marie de Chatillon, viscontessa di Blaigny |                                             |  |  |       |  |  |                             |  |  |                       |  |
|                                | Federico di Baviera-Landshut | Stefano II di Baviera                      |                                             |  |  |       |  |  |                             |  |  |                       |  |
|                                | Federico di Baviera-Landshut | Stefano II di Baviera                      |                                             |  |  |       |  |  |                             |  |  |                       |  |
|                                | Federico di Baviera-Landshut | Isabella di Sicilia                        |                                             |  |  |       |  |  |                             |  |  |                       |  |
| Enrico XVI di Baviera-Landshut | Federico di Baviera-Landshut |                                            |                                             |  |  |       |  |  |                             |  |  |                       |  |
|                                |                              | Maddalena Visconti                         | Bernabò Visconti                            |  |  |       |  |  |                             |  |  |                       |  |
|                                |                              | Maddalena Visconti                         | Bernabò Visconti                            |  |  |       |  |  |                             |  |  |                       |  |
|                                |                              | Maddalena Visconti                         | Regina della Scala                          |  |  |       |  |  |                             |  |  |                       |  |
| Elisabetta di Baviera-Landshut |                              | Maddalena Visconti                         |                                             |  |  |       |  |  |                             |  |  |                       |  |
|                                |                              | Alberto IV d'Asburgo                       | Alberto III d'Asburgo                       |  |  |       |  |  |                             |  |  |                       |  |
|                                |                              | Alberto IV d'Asburgo                       | Alberto III d'Asburgo                       |  |  |       |  |  |                             |  |  |                       |  |
|                                |                              | Alberto IV d'Asburgo                       | Beatrice di Norimberga                      |  |  |       |  |  |                             |  |  |                       |  |
| Margherita d'Asburgo           |                              | Alberto IV d'Asburgo                       |                                             |  |  |       |  |  |                             |  |  |                       |  |
|                                |                              | Giovanna Sofia di Baviera-Straubing        | Alberto I di Baviera                        |  |  |       |  |  |                             |  |  |                       |  |
|                                |                              | Giovanna Sofia di Baviera-Straubing        | Alberto I di Baviera                        |  |  |       |  |  |                             |  |  |                       |  |
|                                |                              | Giovanna Sofia di Baviera-Straubing        | Margherita di Brieg                         |  |  |       |  |  |                             |  |  |                       |  |
|                                |                              | Giovanna Sofia di Baviera-Straubing        |                                             |  |  |       |  |  |                             |  |  |                       |  |